# Pselaphochernes
Pselaphochernes es un género de arácnido  del orden Pseudoscorpionida de la familia Chernetidae. 

## Especies
Las especies de este género son:
- Pselaphochernes anachoreta
- Pselaphochernes balcanicus
- Pselaphochernes balearicus
- Pselaphochernes becki
- Pselaphochernes dubius
- Pselaphochernes hadzii
- Pselaphochernes iberomontanus
- Pselaphochernes indicus
- Pselaphochernes italicus
- Pselaphochernes lacertosus
- Pselaphochernes litoralis
  - Pselaphochernes litoralis litoralis
  - Pselaphochernes litoralis siculus
- Pselaphochernes parvus
- Pselaphochernes rybini
- Pselaphochernes scorpioides
- Pselaphochernes setiger
- Pselaphochernes turcicus